# Petropavlovsk (tàu tuần dương Liên Xô)
Petropavlovsk (đổi tên thành Tallinn từ ngày 1 tháng 9 năm 1944) là một tàu tuần dương hạng nặng của Hải quân Liên Xô từng hoạt động trong Chiến tranh Thế giới thứ hai. Được Đức chế tạo như là chiếc Lützow thuộc lớp tàu tuần dương Admiral Hipper, lườn chiếc tàu tuần dương được bán trong tình trạng chưa hoàn tất cho Liên Xô theo Thỏa thuận Thương mại Xô-Đức (1940) ký ngày 11 tháng 2 năm 1940. Petropavlovsk đã hoạt động trong việc phòng thủ Leningrad chống lại lực lượng Đức Quốc xã vào tháng 9 năm 1941, cho dù chỉ hoàn tất được 70% và hệ thống động lực chưa hoạt động. Nó bị đánh chìm vào ngày 17 tháng 9 năm 1941 sau nhiều hư hại gây ra bởi hỏa lực pháo binh Đức. Được cho nổi trở lại và sửa chữa, nó quay trở lại phục vụ vào tháng 12 năm 1942 và hoạt động cho đến khi giải vây Leningrad vào năm 1944. Chưa bao giờ hoàn tất, nó tiếp tục phục vụ sau chiến tranh như một tàu huấn luyện cố định, rồi từ 1950 như một trại lính nổi. Nó bị tháo dỡ vào đầu 1960.

## Lịch sử

### Chế tạo tại Đức
Ban đầu, con tàu được đặt tên theo vị tướng Phổ Ludwig Adolf Wilhelm von Lützow, người đã tham gia cuộc Chiến tranh Napoleon. Nó được đặt lườn tại xưởng tàu Deschimag ở Bremen vào ngày 8 tháng 2 năm 1937, và được hạ thủy vào ngày 7 tháng 1 năm 1939. Lützow sẽ là chiếc thứ năm của lớp tàu tuần dương hạng nặng Admiral Hipper, thuộc về nhóm thứ hai của lớp tàu này, dài hơn và nặng hơn đôi chút so với hai chiếc đầu tiên.

### Bán cho Liên Xô
Ngày 28 tháng 9 năm 1939, Đế chế Đức và Liên Xô đạt được một thỏa thuận kéo dài Hợp tác thương mại giữa hai nước. Chính phủ Xô Viết cử đến Đức một ủy ban mua sắm để lựa chọn những mặt hàng sẽ được Đức giao trao đổi với nguyên liệu thô do Liên Xô cung cấp. Vào ngày 30 tháng 11 năm 1939, những người đứng đầu ủy ban Tevossyan và Tướng Savchenko đưa ra một danh sách cuối cùng mà Liên Xô sẽ đặt hàng với Đức, bao gồm vật liệu chiến tranh, máy móc và thiết bị công nghiệp.
Ngoài lườn của các tàu tuần dương Seydlitz và Lützow, danh sách đặt hàng sau cùng còn bao gồm việc chuyển giao tàu tuần dương Prinz Eugen và các kế hoạch của thiết giáp hạm Bismarck. Joseph Stalin phát biểu trong buổi họp với các thành viên Bộ chính trị Đảng Cộng sản Liên Xô: "Mỗi tàu chiến mà anh mua từ một đối thủ tiềm tàng tương đương với hai chiếc: thêm một chiếc cho anh và bớt một chiếc của đối phương". Sau buổi họp chung ngày 2 tháng 12 năm 1939 của các quan chức Đức, những yêu cầu của Liên Xô bị từ chối, nhưng lại được Ủy ban Liên Xô đề nghị lần nữa. Ngày 8 tháng 12 năm 1939, Adolf Hitler quyết định từ chối việc bán Seydlitz và Prinz Eugen, cũng như tháp pháo của các thiết giáp hạm đang được chế tạo. Kế hoạch của Bismark sẽ được thảo luận. Tổng tư lệnh Hải quân Đức cho rằng: "Hiện chỉ có hai chiếc đang được chế tạo, và người Nga cần ít nhất sáu năm để sao chép chúng." Vào ngày 28 tháng 12 năm 1939, trong một cuộc họp tại điện Kremlin cùng Bộ trưởng Đức Schnurre, người đứng đầu Ủy ban Mua sắm, Stalin đề cập đến nguyện vọng của Liên Xô đối với các con tàu chiến và hoan nghênh việc Đức chuẩn bị bàn giao Lützow. Ông cũng phát biểu: "Nếu Đức từ chối giao các con tàu khác đang được chế tạo do muốn đích thân hoàn tất, chúng tôi không phản đối."
Sự căng thẳng giữa hai bên liên quan đến giá cả, điều kiện và thời hạn giao hàng kéo dài cho đến tháng 2 năm 1940. Hitler mong muốn trì hoãn càng lâu càng tốt việc chuyển giao các "hàng công nghiệp" trong danh sách đặt hàng, bao gồm những kế hoạch của lớp Bismarck lẫn lườn của chiếc Lützow sang Nga, vì ông hy vọng có thể tránh được tất cả những việc này nếu như chiến tranh tiến triển thuận lợi. Đến tháng 2 năm 1940, việc thương lượng hầu như hoàn tất, nhưng người Đức đòi hỏi – theo đánh giá của phía Xô Viết – giá tiền quá cao cho những món hàng của họ. Người Đức trị giá chiếc tàu tuần dương Lützow ở mức 150 triệu Reichsmark (RM), được xem là quá cao. Sau nhiều cuộc mặc cả thương lượng, cuối cùng Thỏa thuận Thương mại Xô-Đức (1940) được ký kết vào ngày 11 tháng 2 năm 1940. Trong điều khoản về "Chế tạo hải quân" có ghi: 
Tàu tuần dương Lützow: Sau khi hạ thủy, lườn tàu và mọi thiết bị, vũ khí, linh kiện..., được giao để hoàn tất tại Liên Xô, với 80% được bàn giao trong vòng 12 kể từ ngày ký Hiệp ước, số còn lại trong vòng 15 tháng. Toàn bộ kế hoạch, bảng tính năng, bản vẽ, kết quả chạy thử của Lützow cùng thông tin về tính năng của Seydlitz và Prinz Eugen hoặc Admiral Hipper. Kế hoạch của thiết giáp hạm Bismarck và một tàu khu trục lớn với pháo 15 cm; toàn bộ động cơ dành cho một tàu khu trục lớn.
Giá trị của con tàu sau cùng được giảm còn 104 triệu RM. Tuy nhiên, vào tháng 3 năm 1940 người Đức trì hoãn việc giao hàng theo thời biểu, phía Xô Viết đã phản ứng nhẹ nhàng. Chỉ đến giữa tháng 4 năm 1940, lườn tàu của chiếc Lützow mới được thực sự bàn giao. Cái tên Lützow được Đức sử dụng để đổi tên chiếc thiết giáp hạm bỏ túi Deutschland sau khi con tàu chị em Admiral Graf Spee bị mất vào tháng 12 năm 1939.

### Hoàn tất tại Liên Xô
Ngày 31 tháng 5 năm 1940, lườn của chiếc tàu tuần dương, với hai tháp pháo được trang bị nhưng chỉ có một được hoàn tất và trang bị pháo, được kéo đến Xưởng tàu Baltic tại Leningrad bằng tàu kéo. Việc hoàn tất công việc chế tạo được giao cho kỹ sư, kỹ thuật viên và công nhân Xô Viết dưới sự giám sát của kỹ sư và kỹ thuật viên Đức. Số nhân sự Đức tham gia việc chế tạo được đặt tên gọi là "Văn phòng L" do Đại tá von Neske dẫn đầu. Việc tuyển mộ thủy thủ đoàn cho con tàu được bắt đầu vào tháng 8 năm 1940, và cho đến cuối năm con số đã lên đến trên một ngàn người dưới quyền chỉ huy của Thiếu tướng hải quân A. Vanifatyev. Vào ngày 25 tháng 9 năm 1940, con tàu được đặt tên là Petropavlovsk để kỷ niệm trận Phong tỏa Petropavlovsk. Người Đức tìm mọi cách trì hoãn việc lắp ráp và bàn giao linh kiện. Đến đầu mùa Hè năm 1941 mọi nhân viên Đức tham gia chế tạo được rút về nước.

### Chiến tranh Thế giới thứ hai
Vào ngày 22 tháng 6 năm 1941, con tàu hoàn tất được 70%. Hai tháp pháo đã được trang bị, mỗi chiếc mang hai khẩu hải pháo 20,3 cm SK C/34, nhưng hệ thống động lực không thể hoạt động; người Đức đã trì hoãn việc chuyển giao các ống dẫn hơi nước áp lực cao. Khi Chiến tranh Thế giới thứ hai nổ ra, con tàu được khẩn trương cho hoàn tất, nhưng việc lực lượng Hồng quân Liên Xô thất bại vào đầu cuộc chiến và việc tiến quân nhanh chóng của lực lượng Đức khiến phải ngưng lại việc chế tạo vào tháng 7 năm 1941. Các hệ thống pháo phòng không của Đức đã được chuyển giao, bao gồm một khẩu 37 mm nòng đôi và tám khẩu 20 mm nòng đơn, được lắp đặt trong tháng 7-tháng 8 năm 1941. Vào ngày 15 tháng 8 năm 1941, con tàu được đưa vào biên chế Hải quân Liên Xô, thuộc «Hải đội tàu đang được chế tạo" (tiếng Nga: "Отряд вновь строящихся кораблей") cùng với một số tàu khu trục chưa hoàn tất. Nó được cho kéo đến khu vực cảng thương mại Leningrad. Phần lớn thủy thủ đoàn được sử dụng trong các đơn vị bộ binh, chỉ cho đến khoảng 400 pháo thủ, thợ điện và thợ máy ở lại cùng con tàu.
Vào ngày 7 tháng 9 năm 1941, dưới quyền chỉ huy của Thuyền trưởng A. K. Pavlovskyy, Petropavlovsk đã bắn pháo vào Sư đoàn Bộ binh 56 Lục quân Đức đang tiến quân bằng các khẩu pháo còn hoạt động của nó. Trước khi chiến tranh bắt đầu, Đức đã chuyển giao toàn bộ số đạn pháo cho cả tám khẩu pháo, vì vậy nó đã có thể bắn trên 600 quả đạn pháo 120 kg, điều khôi hài là tất cả được sản xuất tại Đức, vào chính quân Đức đang tấn công. Đến ngày 11 tháng 9, khẩu pháo 20,3 cm bên trái của tháp pháo sau cùng bị hỏng sau loạt đạn pháo thứ 21 do đạn pháo hỏng. Đến ngày 17 tháng 9, pháo binh hạng nặng Đức đã bắn trúng hơn 50 phát, hầu hết là đạn pháo 210 mm, lên chiếc tàu tuần dương bất động, làm hỏng nặng hệ thống điện của nó, khiến các bơm ngừng hoạt động và nó hầu như bị chìm. Dàn pháo phòng không của con tàu được tháo dỡ để trang bị cho các tàu chiến khác của Hạm đội Baltic. Máy bay của Không quân Đức lại gây thêm những hư hại cho nó vào tháng 4 năm 1942. Tuy nhiên, công việc sửa chữa lườn tàu và động cơ vẫn được tiếp tục, chủ yếu vào ban đêm, vì nó ở cách không xa tuyến đầu. Cuối cùng con tàu được cho kéo đến xưởng tàu Baltic nơi nó vào ụ tàu ngày 16-17 tháng 9 năm 1942.
Nó hoạt động trở lại vào tháng 12 năm 1942. Đến đầu năm 1943, nó được trang bị một số vũ khí phòng không: sáu khẩu 37 mm và các cỡ pháo nhỏ hơn. Ba khẩu pháo chính còn hoạt động của nó được sử dụng để bắn phá các vị trí của quân Đức trong việc phá vỡ sự phong tỏa Leningrad năm 1944; hơn một ngàn quả đạn pháo do Đức chế tạo đã được bắn ra. Vào ngày 1 tháng 9 năm 1944, chiếc tàu tuần dương được đổi tên thành Tallinn, cái tên Petropavlovsk được trả trở lại cho thiết giáp hạm Marat vào tháng 5 năm 1943.

### Sau chiến tranh
Vào cuối năm 1945, một kế hoạch được đặt ra nhằm hoàn tất con tàu cùng với chiếc tàu chị em Seydlitz, vốn bị Hồng quân Liên Xô chiếm được trong tình trạng chưa hoàn tất và bị hư hại tại Königsberg. Tallinn được cho kéo đến xưởng tàu Baltic, nhưng không lâu sau dự án hoàn tất nó như một tàu tuần dương bị hủy bỏ do những lý do về kinh tế: chi phí để sửa chữa nó được ước lượng ngang với việc đóng một tàu chiến-tuần dương lớp Kronshtadt hoàn toàn mới; và nó được sử dụng như một tàu huấn luyện cố định cho đến năm 1950, trong khi Seydlitz bị tháo dỡ vào năm 1947. Nó được đổi tên thành Dniepr vào ngày 11 tháng 3 năm 1953 và được giữ cạnh cầu Trung úy Schmidt ở Leningrad từ năm 1953. Vào tháng 12 năm 1956 nó mang ký hiệu PKZ-112 (viết tắt từ tiếng Nga: Plavuchaya Kazarma – tàu trại binh). Nó được rút khỏi danh sách hải quân vào ngày 3 tháng 4 năm 1958 và được tháo dỡ trong những năm 1959-1960.